# 智利原住民
智利原住民是指南美國家智利境內的原住民。智利原住民约占智利总人口的10%。根据2012年的人口普查，大約有2,000,000名智利人聲稱拥有原住民血统。
约85%的智利原住民屬於马普切人，其他智利原住民族群有艾马拉人、克丘亞人、阿塔卡梅尼奥人、科拉人、迪亚吉塔人、雅加人、拉帕努伊人、阿拉卡盧夫人、昌戈、皮昆切、乔诺人、特韦尔切人、昆科人和瑟爾科南人。

## 原住民法
1993年9月28日，帕特里西奥·艾尔温颁布原住民法（ley indígena）。
原住民法承认马普切人是智利民族固有的一部分。其他被該法承认的原住民還有艾马拉人、阿塔卡梅尼奥人、Qulla、克丘亞人 、拉帕努伊人、雅加人、阿拉卡盧夫人和Diaguita（自2006年起）。